# Poesiomat (Horní Police)
Poesiomat v Horní Polici v okrese Česká Lípa stojí v poutním areálu na vyhlídce u vstupní brány se zvonicí.

## Historie
Poesiomat byl nainstalován v neděli 10. července 2022 a s jeho umístěním pomohl Česko-německý fond budoucnosti.
Další poesiomaty v českém pohraničí jsou ve Šitboři, Vrchní Orlici, Prášilech, Olešné, Skocích a na kalvárii u Ostré.